# Mistrz (film dokumentalny 2025)
Mistrz – polski film dokumentalny z 2025 roku według pomysłu i w realizacji Macieja Kaweckiego, przedstawiający sylwetkę polskiego nauczyciela, profesora oświaty Ryszarda Szubartowskiego. 

## Opis fabuły
Maciej Kawecki prezentuje sylwetkę profesora III Liceum Ogólnokształcące im. Marynarki Wojennej RP w Gdyni Ryszarda Szubartowskiego oraz jego osiągnięcia w edukacji uczniów z przedmiotu informatyka. Jego wychowankami są najlepsi młodzi polscy programiści, którzy odnieśili sukcesy w międzynarodowej rywalizacji.
Kawecki prowadzi rozmowy z bohaterem filmu, rozmawia z trzema głównymi wychowankami Szubartowskiego Filipem Wolskim, Jakubem Pachockim i Szymonem Sidorem, uczniami III LO w Gdyni, a także z Wiesławem Kosakowskim, dyrektorem tego liceum.
Film pokazuje sylwetkę wyjątkowego pedagoga, ale stawia też pytania o polski system edukacji. Zdaniem Szubartowskiego nie jest on nastawiony na wychowanie i edukację ponadprzeciętnie uzdolnionych uczniów. Jest to film o nauczycielu, w ocenie którego program nauczania młodzieży w Polsce nie sprzyja kreatywnemu myśleniu. Uczy więc swoimi metodami, które zaowocowały sukcesami ambitnych młodych ludzi w konkursach krajowych i międzynarodowych oraz ich dalszych karierach zawodowych. 
„Mistrz” to film o nauczycielu, indywidualiście, kreatorze jakości kształcenia uczniów. Jego przesłaniem są słowa wypowiedziane przez jego głównego bohatera:

Dajcie się uczyć młodym ludziom tego, w czym naprawdę są dobrzy. Dajcie im rozkwitać.

Prapremiera filmu odbyła się 27 czerwca 2025 w Rotundzie PKO w Warszawie.

## Dystrybucja
Film od 1 lipca 2025 jest dostępny w serwisie YouTube.